# Johannes Zeinler
Johannes Zeinler (* 1993 in Tulln an der Donau) ist ein österreichischer Organist.

## Leben
Zeinler begann seine musikalische Ausbildung an der Musikschule in Tulln an der Donau. Er absolvierte sein Masterstudium an der Hochschule für Musik und Theater Hamburg bei Wolfgang Zerer und Menno van Delft. Er unterrichtet seit 2021 als Dozent an der Universität für Musik und darstellende Kunst Wien.

## Preise und Auszeichnungen (Auswahl)
- 2015: 1. Preis für Interpretation beim St Albans International Organ Festival
- 2018: Grand Prix d’interprétation beim Grand Prix de Chartres

## Tondokumente
- O Be Joyful (Album MP3). Zusammen mit Cantus Novus Wien.